# Jarko Elen
Jarko Elen, občanským jménem Jaroslav Kaiser (5. dubna 1895 Komárov – 20. dubna 1978 Bratislava), byl slovenský spisovatel, textař, básník, prozaik, dramatik, člen kolektivu DAV.

## Život
V letech 1905 až 1913 studoval na reálném gymnáziu v Písku, od 1913 strojní inženýrství na Českém vysokém učení technickém v Praze (nedokončil).
Od roku 1919 působil jako učitel na více místech na Slovensku (Spišská Nová Ves, Topoľčany, Sereď, Ľubietová, Martin), v letech 1928–1938 jako ředitel měšťanské školy v Senci, od 1938 byl v Bratislavě nejprve učitelem, v letech 1945–1952 přednostou oddělení umění na pověřenectví školství a osvěty, od roku 1952 tři roky ředitelem střední školy, poté odešel do důchodu.
Po příchodu na Slovensko spolupracoval s literárními časopisy (Mladé Slovensko, Svojeť, DAV, Pravda chudoby), v nichž publikoval básně, povídky a dramatické práce.
Nejvýrazněji jsou dramata zveřejňována v Mladém Slovensku (Rozchod, Tragédie Země, Západ, Jaro, Vstup aj.), povídková tvorba (Hřích pátera Marcela, Tajemství holičského učně Janka, Hadí tanečnice, Vůně Itálie ve vlaku). Psal grotesky, kabarety a skeče, od konce 20. let se věnoval hlavně hudebně-zábavním žánrům a tvorbě libret, napsal více než 500 a přeložil přes 700 textů tanečních a masových písní (Stupavská krčma; Katarína, Katka; Ej, horička zelená; Milión hvězd aj.), ale hlavně desítky libret k operám (L. Holoubek: Svítání, J. Kowalski: Slavnost lampiónů), operetám a hudebním komediím.

## Ukázka tvorby
Balada každodenná
Pol sta bolo zápaliek,
v škatuľke modrej,
pol sta to bielučkých panien
s hlávkami rudými,
s hlávkami rudými,
ktoré sa v jedinej chvíľočke
zmenili
v červený plameň.
A potom ruky ich hodili,
čo drievko zčernalé
do blata ulice,               Ech!
Pol sta prišlo dievčat
do fabriky šedej,
pol sta ešte bielostných panien,
s hlávkami rusými,!
s hlavkami žltými,
ktoré sa za jednej chvíľočky
zmenili
v červený plameň.
A potom ruky ich surové hodili
tak ako fabričky
bezcené, špinavé,
do blata úzkej
a ztemnelej uličky…     Ach!
DAV, zima 1924